# Grande persécution anti-bouddhiste

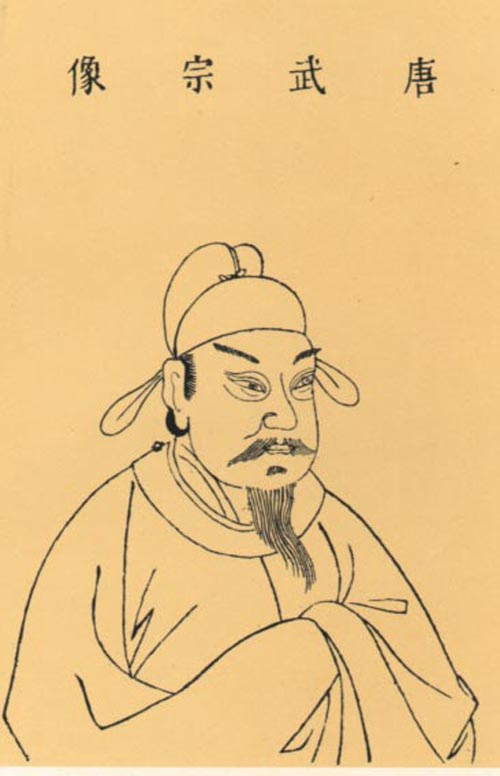
l'empereur Tang Wuzong (r. 840 – 846).

La Grande persécution anti-bouddhiste (chinois traditionnel : 會昌毀彿 ; chinois simplifié : 会昌毁佛 ; pinyin : huìchāng huǐ fó ) est une campagne lancée par l'empereur Tang Wuzong (règne 840 — 846) de la dynastie Tang, qui atteint son paroxysme en l'an 845 à la suite de la publication d'un édit qu'il écrit. Un des objectifs de cette campagne est d'éliminer toute forme d'influence étrangère en Chine. Les persécutions sont donc dirigées non seulement contre le bouddhisme, mais aussi envers les autres religions étrangères, comme le zoroastrisme, le christianisme nestorien et le manichéisme. Seuls le confucianisme et le taoïsme, deux religions/idéologies d'origine chinoise, ont été relativement peu affectés par ces bouleversements. Tang Wuzong meurt le 20 avril 846, empoisonné par un élixir de longévité que lui donne un moine taoïste. Peu après sa mort, son successeur, Tang Xuanzong proclame une amnistie générale, ce qui amène la fin de la persécution.
C'est la troisième interdiction du bouddhisme et dernière de la Chine impériale, dans ce que l'on appelle les calamités des trois Wu.

## Les motifs de la persécution
L’empereur Wuzong lance cette campagne de persécution contre les organisations et les temples bouddhistes de toute la Chine pour des motifs économiques, sociaux et religieux.
- Économiques : en 843, les armées de l’empereur ont remporté une bataille décisive contre le Khaganat ouïgour (744 – 848), alors manichéen, au prix d'une quasi-faillite du pays. La solution trouvée par Wuzong pour faire face à cette crise financière est de confisquer les richesses qui ont été accumulées dans les monastères bouddhistes. Le Bouddhisme a prospéré considérablement depuis le début de la dynastie Tang et ses monastères sont exonérés d’impôt. En 845, Tang Wuzong ferme de nombreux sanctuaires bouddhistes, confisque leurs biens et renvoie les moines et les nonnes à la vie laïque, où ils sont de nouveau soumis à l'impôt.
- Sociaux : des intellectuels confucéens comme Han Yu s’insurgent contre le bouddhisme et jugent qu'il porte atteinte à la structure sociale de la Chine. Il érode la fidélité du fils au père et, sous réserve du respect de la règle, il encourage les gens à quitter leurs familles pour devenir moines ou nonnes. Une fois qu’ils sont ordonnés, ils cessent de se livrer à une activité économique utile comme l’agriculture et le tissage et deviennent un fardeau qui doit être pris en charge par le travail des autres. Via les persécutions, l'empereur tente de renvoyer les moines et les nonnes dans les rangs des contribuables laïcs qui exercent une activité économique utile[3].
- Religieux : Si Wuzong voit le bouddhisme comme une religion étrangère préjudiciable à la société chinoise, il est aussi devenu un adepte zélé du taoïsme, une tradition religieuse qu’il considère comme d'origine chinoise. Le bouddhisme prêche le détachement du monde pour atteindre le nirvana, qui est l'« extinction » du feu des passions, de l'ignorance. Pour ses détracteurs ce nirvana est synonyme de mort, tandis que le taoïsme promet l’immortalité, une notion qui retient de plus en plus l’attention de l’empereur, à mesure qu’il vieillit et devient moins rationnel[4].

L'édit impérial de 845 résume ainsi les raisons ayant mené Tang Wuzong à persécuter le bouddhisme :

« Les monastères bouddhistes sont chaque jour plus nombreux. Les forces des hommes sont gaspillées à travailler le plâtre et le bois. Les bénéfices des hommes sont mis dans des ornements d’or et de pierres précieuses. Les liens avec les familles et l'empire sont abandonnés et remplacé par l’obéissance aux ordres des prêtres. Les relations conjugales sont remplacées par les contraintes ascétiques. Destructrice du droit, préjudiciable à l’humanité, rien n’est pire que cette façon de faire (Tao). En outre, si un homme ne va pas labourer, d’autres sentent la faim, si une femme ne tisse pas (la soie des) vers à soie, d’autres vont avoir froid. A l'heure actuelle les moines et nonnes sont innombrables dans l'Empire. Tous dépendent d’autres pour labourer et récolter ce qu’ils peuvent manger, pour tisser la soie qu’ils peuvent porter. Les monastères et les refuges (maisons des ascètes, en sanskrit) échappent à l’impôt.
Magnifiquement parés ; ils prennent pour eux-mêmes un palais comme logement... Nous allons réprimer cette peste de longue date à ses racines... Dans tout l’Empire plus de quatre mille six cents monastères sont détruits, deux cent soixante mille cinq cents moines et nonnes sont retournés dans le monde, où ils sont devenus des ménages payants l'impôt. Le nombre de refuges et d'ermitages qui sont détruits dépasse les quarante mille. Nous reprenons les terres fertiles, à hauteur de plusieurs dizaines de millions de Ch'ing. Nous avons fait de cent cinquante mille serfs, mâles et femelles, des ménages payant l'impôt. Que ce soit des étrangers qui dirigent les moines et les nonnes montre clairement qu’il s’agit d’une religion étrangère.
Les Ta Ch'in (nestoriens) et moines Muh-hu-fo (zoroastriens), au nombre de plus de trois mille, sont contraints de retourner dans le monde, de peur qu’ils amènent la confusion dans les coutumes de la Chine. Avec ce gouvernement simplifié et réglementé, nous réaliserons une unification de nos mœurs, de manière qu'à l’avenir tous nos jeunes reçoivent la culture impériale. Nous sommes en train de commencer cette réforme ; combien de temps il faudra pour la mener à terme, nous ne le savons pas. »

## Déroulement de la persécution
La première phase de la persécution vise plus à purifier ou à réformer le bouddhisme qu'à l’exterminer.  Ainsi, la persécution commence en 842, par un édit impérial ordonnant que des indésirables tels que les sorciers ou les condamnés soient expulsés des rangs des moines et nonnes bouddhistes et retournent à la vie civile.  En outre, les moines et les nonnes doivent remettre leurs richesses au gouvernement et ceux qui veulent conserver leur richesse doivent retourner à la vie civile et sont obligés de payer des impôts. Au cours de cette première phase, l'influence des arguments confucéens en faveur de la réforme des institutions bouddhistes et de la protection des pratiques et de la société bouddhiste est prédominante.
Peu à peu, cependant, l’empereur Tang Wuzong prête de plus en plus d'attention aux revendications des fanatiques taoïstes et en vient à développer une aversion sévère pour le bouddhisme. Le moine japonais Ennin, qui vit en Chine au moment de la persécution, a même suggéré que l’empereur a été influencé par son amour illicite d’une belle prêtresse taoïste. En outre, avec le temps l’empereur devient plus irascible et moins sain d’esprit dans ses jugements. Ainsi, un de ses édits interdit l’utilisation de brouettes avec une seule roue, puisqu’elles cassent « le milieu de la route », qui est un concept important du taoïsme. En conséquence, en 845, la persécution passe dans une deuxième phase dont l’objectif est l’extermination plutôt que la réforme du bouddhisme. Selon le rapport établi par le Conseil d’administration du culte, la Chine compte alors 4 600 monastères, 40 000 ermitages (lieux de retraite), ainsi que 260 500 moines et nonnes bouddhistes. L’empereur publie des édits ordonnant que les sanctuaires et temples bouddhistes soient détruits, que tous les moines, désirables comme indésirables, soient défroqués, que les biens des monastères soit confisqués et tous les objets liés au culte bouddhiste détruits. Un autre édit ordonne que les moines étrangers soient défroqués et renvoyés dans leurs pays d’origine, ce qui aboutit à l’expulsion de Ennin de la Chine vers le Japon. L'édit de 845 abolit tous les monastères, avec très peu d’exceptions et toutes les images de bronze, argent ou or qu'ils possèdent doivent être remises au gouvernement.
En 846, l’empereur Wuzong meurt, peut-être en raison de la composition des élixirs de vie qu’il consomme. Il est également possible qu’il ait été volontairement empoisonné. Peu après, son successeur proclame une amnistie générale, ce qui provoque la fin de la persécution.

## Effets des persécutions sur le bouddhisme
Les persécutions ont duré vingt mois, ce qui est relativement court, mais elles ont eu des conséquences permanentes sur toutes les religions qu'elles ont touchées. Le bouddhisme n'a jamais retrouvé le poids et l'influence qu'il avait avant l'édit de 845 et lors des siècles suivants il n'est plus qu'une religion tolérée. L'époque du bouddhisme des grandes constructions, des sculptures, des peintures et de la création intellectuelle florissante appartient au passé.
À certains égards, une grande partie des enseignements bouddhistes traditionnels sont laborieusement restaurés après le règne de l'empereur Tang Wuzong. Cette restauration est toutefois partielle, car quelques écoles de pensée traditionnelles ont été anéanties au cours des persécutions. Parmi ces écoles détruites figure le Bouddhisme vajrayāna, qui survit d’extrême justesse grâce au moine japonais Kūkai qui a reçu les enseignements du vajrayāna de lamain du dernier grand maitre de cette école, 35 ans avant la publication des édits. Une fois rentré au japon, Kūkai fonde la secte Shingon et dispense à son tour les enseignements du vajrayāna.

## Effets des persécutions sur les autres religions
En plus du bouddhisme, Wuzong persécute toutes les autres religions étrangères présentes en Chine et il les détruit toutes, sauf le zoroastrisme et le manichéisme qui survivent d’extrême justesse. Sa persécution du christianisme nestorien provoque le déclin de cette religion, qui était alors en pleine expansion. Le déclin du nestorianisme ne s’arrête qu'à l’établissement de la dynastie Yuan, ou l’arrivée des missionnaires catholiques et protestants donne une nouvelle vie au christianisme en Chine. Ce renouveau chrétien est très probablement la cause de la disparition du zoroastrisme en Chine.
Les documents officiels Chinois de l'époque indiquent que le zoroastrisme et le christianisme sont alors considérés comme des formes hérétiques du bouddhisme et sont par conséquent inclus dans le champ d’application des décrets. Le texte ci-dessous est un édit concernant les deux religions :

« Quant aux formes de cultes Tai-Ch'in (Nestoriens) et Muh-hu (zoroastriens), étant donné que le bouddhisme a déjà été chassé, ces hérésies ne doivent pas survivre. Les personnes appartenant à ces derniers (cultes) sont aussi obligées de retourner dans le monde, retourner dans leurs propres quartiers et devenir des contribuables. En ce qui concerne les étrangers, laissez-les rentrer dans leur propre pays, plutôt que d'être retenus. »

L’Islam arrive en Chine durant la dynastie Tang, grâce aux marchands arabes qui sont alors surtout préoccupés par les échanges et le commerce. Les historiens pensent que c'est grâce à cette discrétion que l'édit anti-bouddhiste de 845 ignore l’Islam.

## Voir également
- Trois Catastrophes de Wu
- Shinbutsu bunri, mouvement similaire au Japon au début de l'ère Meiji
- Langdarma, dernier empereur du Tibet, ayant persécuté les pratiquant du bouddhisme
- Violence dans le bouddhisme, à propos des violences systémiques commises par différentes écoles bouddhiques.